# Charles de Menou d'Aulnay
Charles de Menou d'Aulnay, dit aussi Charles de Menou d'Aulnay de Charnizay (né en 1604 au château de Charnizay et mort accidentellement en 1650), fut tour à tour capitaine, lieutenant dans la marine pour son cousin Isaac de Razilly, et gouverneur de l'Acadie.

## Biographie
Fille de René de Jousserand de Londigny, sa mère Nicole de Jousserand, dame d'Aulnay en Poitou, épouse avant 1604 René de Menou de Charnizay (Touraine), conseiller du roi Louis XIII. Son père fut écuyer à la grande écurie sous Henri IV et Louis XIII, ami et élève de Pluvinel dont il résuma les principes avec respect et admiration dans un petit ouvrage paru en 1612, la Pratique du cavalier.
Leur fils, Charles de Menou, naît au château de Charnizay en 1604. Il hérite des deux titres d'Aulnay et de Charnizay, comme il est de coutume à l'époque de porter différents titres de ses parents, mais il ne vivra pas à Aulnay.
Il partira du port d'Auray en Bretagne avec Isaac de Razilly et Nicolas Denys en 1632 pour l'Acadie dont il deviendra plus tard gouverneur, à bord de l'Espérance en Dieu avec 3 Capucins et 300 Hommes d'Elite (d'origines inconnues),.
Isaac de Razilly devint gouverneur de l'Acadie en 1632 et Menou d'Aulnay était un de ses lieutenants, empruntant des fonds, louant des bateaux et recrutant des hommes pour les traversées régulières de l'Atlantique pour la Compagnie de la Nouvelle-France et une compagnie privée, la compagnie Razilly-Condonnier. Ces compagnies avaient parfois des intérêts divergents, ce qui occasionna une coûteuse concurrence. Isaac de Razilly mourut en 1636 et son frère, Claude de Launay-Razilly, fut chargé d'administrer l'Acadie en tant que gouverneur. Claude de Razilly, retenu par ses affaires en France, ne vint pas en Acadie mais nomma Charles de Menou d'Aulnay de Charnizay en tant que lieutenant pour gouverner en son nom et gérer la compagnie en Acadie tandis qu'il gérait les opérations en France. Ce n'est qu'en 1638, que Menou d'Aulnay recevra par lettre royale sa nomination comme gouverneur de l'Acadie. Vers 1638 Charles de Menou épouse Jeanne Motin fille de Louis Motin de Co(u)rcelles, un des associés de la compagnie de commerce Razilly-Condonnier.
Jeanne Motin est la première femme européenne connue à élever des enfants en Acadie même si la tradition veut que ce soit Françoise-Marie Jacquelin, la femme de Charles de Saint-Étienne de La Tour, le rival de Charles de Menou, puisque déjà maman en 1639. Après le décès de son époux en 1650, Jeanne Motin épousera d'ailleurs celui-ci.
Après une lutte intense et dispendieuse entre ses troupes et la faction rivale menée par Charles de Saint-Étienne de La Tour, et grâce à sa victoire militaire décisive par la capture du fort La Tour sur le fleuve Saint-Jean, en 1645, Charles de Menou fut nommé en 1647 gouverneur de toute la région. Cette suprématie militaire ne contribua aucunement à régler les problèmes d'instabilité économique et sociale de la colonie auxquels Charles de Menou d'Aulnay est confronté. Par son engagement envers la colonisation, il laissa une colonie prospère à sa mort. La principale réalisation de Charles de Menou d'Aulnay aura été l'établissement du peuple acadien à l'habitation de Port-Royal. Il est un des pionniers de la colonisation européenne en Amérique du Nord. Après le décès accidentel de Charles de Menou en 1650, l'Acadie, avec Charles de Saint-Étienne de La Tour comme gouverneur, s'enlise à nouveau dans des conflits internes.

## Héritage
Un hameau d'Allardville (Canada), Daulnay, porte son nom. Un ancien village situé dans les limites de Leech, Charnisay, est également nommé en son honneur.